# Natan Friedland
Natan Friedland (Tauragė, 1808 - 27 de março de 1883) foi um rabino russo, escritor, maggid (pregador itinerante) e ativista protossionista. Ele foi membro do Hovevei Zion e participou ativamente da criação das bases ideológicas para o movimento de retorno dos judeus à Terra de Israel.

## Vida pregressa
Natan Friedland nasceu em Tauragė (também escrito Taurig ou Towrig), no Império Russo (hoje Lituânia). Quando jovem,  viajou para a vizinha Salantai para estudar a Torá sob a orientação dos principais professores da cidade — Zvi Hirsh Broide e Zundel Salant. Este último, ele próprio aluno de Chaim de Volozhin, que por sua vez fora aluno de Vilna Gaon, um sábio que incutiu em seus alunos o desejo pela Terra de Israel. Esse ambiente promoveu em Friedland um senso de necessidade de ação na causa da redenção judaica. Salant emigrou para a Palestina em 1838 e, eventualmente, desempenhou um significativo papel no fortalecimento da comunidade judaica de Jerusalém.

## Ativismo protossionista
Friedland começou a se interessar pela história e pelos eventos contemporâneos relacionados à comunidade judaica por meio da leitura de jornais judaico-alemães. O caso de Damasco em particular — bem documentado nessas publicações — deixou  forte impressão em Friedland em relação ao aparente desamparo das comunidades judaicas da diáspora. Friedland decidiu ajudar a estabelecer as bases ideológicas para um movimento que levasse os judeus de volta à Terra de Israel, a fim de inaugurar a Era Messiânica. Ele acreditava que esse objetivo seria alcançado em etapas. Quando os judeus começassem a se estabelecer ali por meio da aquisição de terras e da introdução da agricultura, eles alcançariam uma quase independência sob o poder reinante. No devido tempo, eles se tornariam totalmente independentes. Embora acreditasse que a Era Messiânica fosse iminente, Friedland supôs que ela aconteceria por meios naturais e não por milagres. Ele acreditava que seria necessária uma campanha internacional para que isso acontecesse. Na época, ele não sabia que alguns de seus contemporâneos, como Judah Alkalai, já manifestavam opiniões semelhantes. 
Friedland logo se tornou um pregador viajante que visitava sinagogas por toda a Lituânia, fazendo seus sermões em hebraico e tornando-se o primeiro pregador sionista da região. Ele começou a escrever para fazer suas ideias circularem para um público ainda maior, e sua produção acabou se tornando uma das obras protossionistas mais influentes do Hovevei Zion. Em 1858, enquanto estava em Toruń promovendo seu livro Kos Yeshuah VeNehamah (lit.  "taça de consolo e redenção"), Friedland conheceu Zvi Hirsch Kalischer, que futuramente escreveria uma aprovação entusiasmada para o livro de Friedland. A partir de então, Friedland se tornou um fiel ajudante de Kalischer, organizando comitês e arrecadando fundos por meio de uma "Corporação para Colonização da Terra de Israel".
Friedland transmitiu pessoalmente uma petição a Napoleão III, relativa ao estabelecimento da independência judaica na Palestina. Napoleão respondeu por carta, escrevendo que, devido a considerações políticas com os otomanos, uma medida imediata era impossível; mas, à medida que a situação mudasse, ele agiria de acordo. Friedland procurou então o rei dos Países Baixos para solicitar sua ajuda para o projeto. Ele viajou a Paris para se encontrar com Adolphe Crémieux, mas seu encontro com o ministro não deu em nada. Enquanto estava lá, Friedland pediu apoio aos rabinos proeminentes de Paris e da França, recebendo deles cartas de recomendação e incentivo. Ele então foi para Londres para encontrar-se com Moses Montefiore. Embora essa reunião tenha sido mais promissora, Montefiore não ficou muito entusiasmado com as propostas. Friedland então se encontrou com Albert Cohn, chefe de assuntos de caridade da família Rothschild, e posteriormente escreveu para Kalischer, com este último enviando seu manuscrito expondo suas opiniões sobre a Terra de Israel para Cohn. O rabino-chefe da Inglaterra, Nathan Adler, encorajou Friedland.

## Vida pessoal e morte
Em 1870, Friedland não tinha fundos suficientes para sustentar sua família e a de seu irmão (que havia morrido em Jerusalém). Quase indigente e sem fundos para viajar, ele continuou escrevendo, viajando e fazendo campanha. Em 1871, publicou um panfleto em alemão chamado Colonização da Terra de Israel, no fim do qual escreveu um ensaio enfatizando que viver na diáspora era inseguro, pois os judeus estavam subjugados aos caprichos dos governantes locais.
Em 1881, em Londres, encontrou-se com Lord Shaftsberry, chefe da Associação Missionária Britânica, e uma Sra. Finn, filha de um judeu convertido e viúva de um antigo conselho de Jerusalém que buscava estabelecer uma associação para estabelecer judeus na Síria. Embora velho demais para liderar a expedição, ele sugeriu que seu filho Michael a liderasse. Michael era rabino e shochet (abatedor kosher) além de autor de vários livros. Ele acabou liderando a expedição à Síria, mas foi expulso pelos otomanos para o Chipre, onde seu nome ainda aparece em uma placa na sinagoga que fundou. Enquanto isso, Friedland conseguiu obter permissão para entrar no porto de Jafa. Ele morreu em Jerusalém em 1883 e foi enterrado no cemitério judaico do Monte das Oliveiras.

## Obras
Embora Friedland não tivesse muito a mostrar com todas as suas viagens e advocacia, em 1860 Chaim Lorje, da comunidade judaica de Frankfurt am Main, iniciou uma campanha para criar uma associação que arrecadasse dinheiro para a causa de Sião. Para divulgar suas ideias, utilizou o panfleto de Kalischer, Derishat Zion, e a obra de Friedland, Kos Yeshuah VeNehamah. Nesta obra, Friedland registrou suas próprias visões protossionistas do que entendia como a obra de Deus para a Era Messiânica. Lehman-Wilzig afirma que o livro de Friedland exigiu a análise de Kalischer para esclarecê-lo. A associação de Lorje acabou extinta, então Kalischer e Eliyahu Guttmacher assumiram a responsabilidade de ressuscitá-la. Friedland colaborou com Kalischer em uma nova edição do livro deste último e também escreveu uma nova edição de seu próprio livro, cuja última seção foi publicada como Solu Solu HaMesilah. Os escritos coletados de Friedland, incluindo sua obra mais popular Kos Yeshuah VeNehamah, foram traduzidos do iídiche para o hebraico moderno.